# ヌメリウス・ファビウス・ブテオ
ヌメリウス・ファビウス・ブテオ（ラテン語: Numerius Fabius Buteo、生没年不詳）は紀元前3世紀中期の共和政ローマの政治家・軍人。紀元前247年に執政官（コンスル）を務めた。

## 出自
パトリキであるファビウス氏族の出身。父も祖父もプラエノーメン（第一名、個人名）はマルクスである。ブテオのコグノーメン（第三名、家族名）はラテン語で船に舞い降りてきた「鷹」の意味で、吉兆とされる。紀元前245年の執政官マルクス・ファビウス・ブテオは兄弟である。

## 経歴

### 執政官（紀元前247年）
紀元前247年、ブテオは執政官に就任。同僚執政官はルキウス・カエキリウス・メテッルスであった。この年は、第一次ポエニ戦争の18年目であり、ブテオはシケリアにおけるカルタゴの最後の拠点の一つであるドレパナ（現在のトラパニ）の包囲を引き継いだ。ブテオはカルタゴが占拠していたペリアス島を占領する計画を立て、一度は成功した。しかし、カルタゴ軍の司令官ハミルカルはこれを奪回しようと反撃した。対するブテオはドレパナを攻撃し、ハミルカルはその防御のために街に戻らざるを得ず、ブテオはペリアス島の維持に成功した。ブテオは島と海岸の間の海峡にクレーンを設置し、ローマ軍が海側から城壁に接近することができるようにした。但し、この行動に関してはポリュビオスは全く記述しておらず、実際に包囲戦は紀元前241年まで継続している。

### 騎兵長官（紀元前224年）
紀元前224年末、両執政官が出征してローマに滞在しておらず、翌年の選挙を実施するためにルキウス・カエキリウス・メテッルスが独裁官（ディクタトル）に就任した。メテッルスはブテオをマギステル・エクィトゥム（騎兵長官、この場合は選挙実施の副責任者）に指名した。

## 参考資料
- ガイウス・プリニウス・セクンドゥス『博物誌』
- ポリュビオス『歴史』
- カッシウス・ディオ『ローマ史』
- マルクス・トゥッリウス・キケロ『カティリナ弾劾演説』
- ハリカルナッソスのディオニュシオス『ローマ古代誌』
- ウァレリウス・マクシムス『有名言行録』
- オウィディウス『祭暦』
- カピトリヌスのファスティ